# Shaolin Wooden Men
Shaolin Wooden Men (en chino: 少林木人巷) es una película de artes marciales de Hong Kong estrenada en 1976, dirigida por Chen Chi-Hwa y protagonizada por Jackie Chan.

## Sinopsis
Little Mute (Jackie Chan) es un nuevo estudiante de Shaolin que es mudo. Se esfuerza por mantenerse al día con los otros estudiantes y completar las tareas agotadoras que le asigna su instructor. Está obsesionado por el recuerdo del asesinato de su padre a manos de un bandido enmascarado que era experto en artes marciales, y su misión es vengar su muerte aprendiendo todas las técnicas del Kung Fu.

## Reparto
- Jackie Chan
- Chiang Kam
- Hwang Jang Lee
- Kam Kong
- Yuen Biao
- Kong Kim
- Tu Wei Ho
- Tien Miao
- Lo Wei